# Синій патентований V
Синій патентований V (англ. Patent Blue V) — синій барвник, зареєстрований як харчовий додаток E131.
В Україні барвник є в переліку дозволених харчових добавок. Заборонений до використання в харчових продуктах в США і Австралії.